# 磯谷友紀
磯谷 友紀（いそや ゆき、8月22日生）は、日本の漫画家。女性。愛知県豊田市出身。

## 来歴
2004年、講談社のKissストーリーマンガ大賞に「スノウフル」が入賞し、翌2005年、同作が『One more Kiss』（講談社）2005年5月号に掲載されてデビュー。
2012年12月まで、『Kiss PLUS』（講談社）にて初連載となる『本屋の森のあかり』を連載した。
2010年、『Kiss PLUS』にて『屋根裏の魔女』を連載開始。2012年、『もっと!』にて『恋と病熱』を連載開始。2013年より、『Kiss』（講談社）にて『海とドリトル』を連載開始。また、『王女の条件』を『エロティクス・エフ』（太田出版）Vol.85からVol.88の掲載を経て『MELODY』（白泉社）に移籍し、2015年6月号より2017年12月号まで連載。2016年、『ヒバナ』にて『あかねのハネ』を連載開始。2017年、『Kiss』にて『ながたんと青と-いちかの料理帖-』を連載開始。2019年、『yom yom』にて『ぬくとう君は主夫の人』を連載開始。
2023年、『ゲッサン』にて『東大の三姉妹』を連載開始。

## 作品リスト

### 連載
- 本屋の森のあかり（『One more Kiss』（講談社）2006年9月号 - 2007年5月号、『Kiss』2007年1号 - 2012年14号、『Kiss PLUS』2012年11月号 - 2013年1月号[11]）
- 屋根裏の魔女（『Kiss PLUS』（講談社）2010年1月号 - 9月号、全5話）
- 恋と病熱（『もっと!』（秋田書店）2013年Vol.1号 - Vol.7号）
- 海とドリトル（『Kiss』（講談社）2014年1月号 - 2016年2月号）
- 17月のパドールガ（『ぽこぽこ』（太田出版、Web連載）2016年3月 - ）
- 王女の条件（『エロティクス・エフ』（太田出版）2014年 vol．85 - 88、『MELODY』（白泉社）2015年6月号 - 2017年12月号）
- あかねのハネ（『ヒバナ』（小学館）2016年7月号 - 2017年7月号、『マンガワン』（小学館、Web連載）2017年 - 2020年）
- ながたんと青と-いちかの料理帖-（『Kiss』2017年12月号 - ）
- ぬくとう君は主夫の人（『yom yom』2019年vol.59[9] - →『くらげバンチ』2021年7月2日[12] - 9月24日）
- 東大の三姉妹（『ゲッサン』2023年7月号[10] - ）

### 読み切り
- スノウフル（『One more Kiss』（講談社）2005年5月号、デビュー作）
- まりさんと魔法の靴（『One more Kiss』2006年1月号）
- 野は野のかぎりめくるめく（『ウィングス』（新書館）2011年2月号[13]）
- シンクロニシティ（『Silky』（白泉社）2011年8月号）
- さようならむつきちゃん（『ピュア百合アンソロジー ひらり、』（新書館）Vol.5）
- アイラーヴァタの象つかい（『cocohana』（集英社）2012年6月号 - 7月号） - 前後編。
- わたしのきらいな宇宙のこと（アンソロジーコミック『僕らの漫画』（小学館ほか））
- わたしのオディール（『ピュア百合アンソロジー ひらり、』（新書館）Vol.8）

### 書籍
- 『本屋の森のあかり』講談社〈KC Kiss〉、2007年 - 2012年、全12巻
  - 第3巻に読み切り「まりさんと魔法の靴」を収録。
- 『屋根裏の魔女』講談社〈KC Kiss〉、2010年、全1巻
- 『恋と病熱』秋田書店〈Akita Lady's Comics DX〉、2014年、全1巻
- 『王女の条件』白泉社〈花とゆめCOMICSスペシャル〉、全3巻
- 『海とドリトル』講談社〈KC KISS〉、2014年 - 2016年、全4巻
- 『あかねのハネ』小学館〈ビッグコミックス〉、2017年 - 2020年、全3巻
- 『ながたんと青と-いちかの料理帖-』講談社〈KC KISS〉、2018年 - 、既刊13巻（2025年1月10日現在）
- 『ぬくとう君は主夫の人』新潮社〈BUNCH COMICS〉、2021年、全1巻
- 『東大の三姉妹』小学館〈ゲッサン少年サンデーコミックス〉、2024年 - 、既刊2巻（2025年1月10日現在）

### 挿絵・イラスト
- オリーブ Girls & Boys - 著者：吉川トリコ - 2010年2月発行、メディアファクトリー（MF文庫ダ・ヴィンチ）、ISBN 978-4-8401-3237-4 - 表紙イラストと挿絵を担当
- 恋より或いは美しいもの - 著者：沢木まひろ - 2012年2月発行、メディアファクトリー（MF文庫ダ・ヴィンチ）、ISBN 978-4-8401-4400-1 - 表紙イラストを担当。
- COMITIA - 創作ジャンル限定の同人誌即売会 - 第102回開催（COMITIA102）のチラシのイラストを担当[14]